# Tipula (Yamatotipula) aviceniana
Tipula (Yamatotipula) aviceniana is een tweevleugelige uit de familie langpootmuggen (Tipulidae). De soort komt voor in het Palearctisch gebied.